# دیوید راجرز
دیوید راجرز (انگلیسی: David Rogers) تدوین‌گر فیلم، کارگردان و تهیه‌کننده اهل ایالات متحده آمریکا است.
وی همچنین برندهٔ جوایزی همچون جایزه امی شده‌است.